# Tongdao
Der Autonome Kreis Tongdao der Dong (通道侗族自治县,  Tōngdào Dòngzú zìzhìxiàn)
ist ein autonomer Kreis der Dong in der bezirksfreien Stadt Huaihua im Westen der chinesischen Provinz Hunan. Seine Fläche beträgt 2.225 km², er hat 201.047 Einwohner (Volkszählung 2020). Sein Hauptort ist die Großgemeinde Shuangjiang (双江镇).